# Émeute au tribunal du district ouest de Séoul
- anglais - 2025 Seoul Western District Court riot ;
- coréen - 2025년 서울서부지방법원 습격

 (juillet 2025).
L'émeute au tribunal du district ouest de Séoul est une émeute qui a eu lieu le 19 janvier 2025 en Corée du Sud. Elle a été déclenchée par des groupes d'extrême droite, partisans du président destitué Yoon Suk-Yeol, en réaction à son arrestation et à l'audience prévue pour un mandat de détention à son encontre.
Les émeutiers ont forcé l'entrée du tribunal vers 3h00 (KST) et l'ont occupé. L'occupation a pris fin à 6h08 lorsque la police a rétabli l'ordre. Plusieurs policiers ont été blessés et des journalistes couvrant l'événement ont été agressés par les manifestants.
Suite à ces événements, le parquet suprême a annoncé la création d'une équipe d'enquête spéciale pour interroger les personnes impliquées. Le 20 janvier, la commission judiciaire et la commission de l'administration publique et de la sécurité de l'Assemblée nationale ont examiné l'incident. Des mandats de détention ont été délivrés pour certains individus impliqués dans ces violences, avec des accusations d'effraction et de dommages matériels.

### Sources
1. ↑  « Un tribunal de Séoul pris d'assaut par les partisans du président déchu Yoon Suk Yeol », sur rts.ch, 19 janvier 2025 (consulté le 21 juillet 2025)
2. ↑  (ko) 권남기, « [속보] 경찰 "현 시간부로 서부지법 인근 질서 완전 회복" », sur ytn.co.kr (consulté le 21 juillet 2025)